# Botulin
Botulín je nevrotoksin, ki ga prozvajajo bakterije Clostridium botulinum. Zavira sproščanje acetilholina v živčnomišičnih stikih ter povzroča ohromelost. Botulin je eden najbolj smrtonosnih naravnih strupov ter najbolj toksična beljakovina sploh. Srednji smrtni odmerek (LD50) znaša okoli 1 ng/kg po intravenski ali subkutani aplikaciji oziroma 3 ng/kg pri inhaliranju; pri miših znaša minimalni smrtni odmerek manj kot 1 pg. V zelo majhnih odmerkih se uporablja kot mišični relaksant za blažitev bolečih mišičnih krčev ter v kozmetične namene (znan pod imenom botoks).
Toksin se po zaužitju strupene hrane absorbira v želodcu in se prenese po krvi do motoričnih ploščic, kjer ovira sproščanje nevrotransmiterja acetilholina iz presinaptične membrane. Na molekularni ravni botulin preprečuje zlitje sinaptičnih mešičkov (sinaptosomov) s presinaptično membrano, iz katerih se sprostijo nevrotransmiterji. Zlitje (fuzijo) omogočajo tri beljakovine, in sicer sinaptobrevin, ki se nahaja v membrani sinaptosomov, ter sintaksin in SNAP-25, ki se nahajata v membrani živčnih končičev. Botulin je metaloproteaza, ki omenjene beljakovine razgrajuje ter tako preprečuje zlitje in sproščanje nevrotransmiterjev. Enaki mehanizem delovanja je prisoten pri tetanusnem toksinu, le da slednji deluje na inhibicijske internevrone v osrednjem živčevju in tako povzroči nastanek krčev.
Posledica tega je ohromitev (paraliza) različnih mišic, v hujših primerih lahko pride do dihalne odpovedi. Bolezen, ki jo povzroča botulin, imenujemo botulizem.
Zdravljenje z antitoksinom je uspešno le, če je pričeto pred pojavom simptomov; po vezavi toksina se namreč njegovih učinkov ne more preprečiti.

## Uporaba v medicini
Kljub temu, da je botulin toksin močan strup, ga v močno razredčeni obliki v medicini uporabljamo kot zdravilo. Z delovanjem na mišice lahko blažimo mišične krče ali distonijo pri cerebralni paralizi, uporabimo ga lahko za zdravljenje nekaterih migrenskih glavobolov, preko vpliva na delovanje žlez znojnic, pa lahko zdravimo tudi prekomerno potenje ali hiperhidrozo ipd. Botulin uporabljamo v estetski medicini za korekcijo obrazne mimike in glajenje gub na obrazu in vratu. Delovanje botulina je časovno omejeno na približno 4 mesece, nato pa ga je treba ponovno aplicirati. Aplikacijo izvedemo z injiciranjem ustrezno pripravljenega preparata v tarčno tkivo - mišica ali koža (pri hiperhidrozi).